# تشاد جاكسون
تشاد جاكسون (بالإنجليزية: Chad Jackson)‏ هو لاعب كرة قدم أمريكية أمريكي، ولد في 6 مارس 1985 في برمنغهام في الولايات المتحدة.

## وصلات خارجية
- تشاد جاكسون على موقع مرجع كرة القدم المحترفة.كوم (الإنجليزية)
- تشاد جاكسون على موقع JustSportsStats.com (الإنجليزية)